# 2791 Paradise
2791 Paradise је астероид главног астероидног појаса са средњом удаљеношћу од Сунца која износи 2,395 астрономских јединица (АЈ).
Апсолутна магнитуда астероида је 11,5.